# シウア・マイレ
シウア・マイレ（Siua Maile、1997年2月18日 - ）は、ユナイテッド・ラグビー・チャンピオンシップ、ベネットン・ラグビーに所属するラグビー選手。

## プロフィール
- トンガ・ニウアス諸島アンガハ出身。
- ポジションはフッカー(HO)。
- 身長 181cm、体重 111kg
- トンガ代表キャップは8（2022年12月現在）でラグビーワールドカップ2019のトンガ代表に選ばれた[1]。

## 略歴
シャーリーRCを経て、2020年、マナワツに加入。
ハリケーンズを経て、2022年、ベネットンに加入。